# Marché vertical
Un marché vertical identifie une industrie ou un groupe de compagnies qui ont les mêmes besoins pouvant bénéficier d'une même stratégie de marketing.
Des exemples communs de marchés verticaux sont : l'assurance, l'immobilier, les banques, le manufacturier lourd, la vente au détail, les hôpitaux, le gouvernement.
Les logiciels pour les marchés verticaux sont ceux qui visent un marché vertical particulier et sont distincts des logiciels pour les marchés horizontaux (comme les traitements de textes), qui peuvent être utilisés dans plusieurs industries.